# Paiser Meul
De Paiser Meul is een korenmolen in het Noord-Drentse Peize.
De molen werd in 1898 gebouwd in opdracht van enkele bakkers en landbouwers in Peize. In 1967 is de molen aangkocht door de toenmalige gemeente Peize. Een restauratie volgde in 1971 en '72. Hierbij werd de houten bekleding op het bovenachtkant vervangen door riet. Ook verdween de zelfzwichting en kreeg de molen zeilen. Bij een latere restauratie keerde de zelfzwichting echter terug. De roeden hebben een vlucht van circa 21,5 meter. De molen is uitgeruct met twee koppel maalstenen en een kammenluiwerk. Thans wordt de molen door enkele vrijwillige molenaars twee keer per week in bedrijf gesteld.